# Cluedo
Cluedo, або Clue в Північній Америці (злиття англ. clue —доказ і лат. ludo —граю) — настільна гра детективного жанру, яка стала основою для однойменного фільму. Вперше її видала 1949 року у Великій Британії компанія з Лідса «Waddingtons». Гру розробив адвокатський клерк Ентоні Е. Претто, який у вільний час працював клоуном у Бірмінгемі. Нині гру видає в США компанія «Hasbro», яка 1994 року купила «Waddingtons», а трохи раніше 1991 року зробила своєю філією іншу американську компанію з виробництва монополістичних ігор «Parker Brothers», у якої «Waddingtons» була британським видавцем.
Популярність гри посприяла тому, що вийшли інші ігри, які також мають назву «Доказ», які являють собою трохи сюжетно перероблений варіант (власне, ремейк). Також вийшли книги, ґрунтовані на сюжеті гри, відеоігри, що використовують ту ж саму основу.
У цій грі за допомогою дедукції потрібно з'ясувати відповіді на три питання: хто, де і чим убив Доктора Блека (в північноамериканській версії — містер Бодді). Використовують шість видів знарядь убивства, по одному на кожного, і, відповідно, у грі шість підозрюваних. Саме поле настільної гри складається з дев'яти кімнат, чотири з яких мають секретні переходи, і ігрових клітин для здійснення ходів. Число очок на гральних кубиках показує кількість кроків. Гра призначена для інтелектуальних компаній до шести осіб. Вікова категорія — від восьми років і старше.

## Персонажі
Гра має шість гравців-персонажів, які є підозрюваними у справі про вбивство. Кожному з гравців відповідає свій колір:
- Міс Скарлетт/Miss Scarlett (червоний) — в американській версії гри ім'я пишеться з однією t
- Полковник Мастард/Colonel Mustard (жовтий)
- Місіс Вайт/Mrs. White (білий)
- Преподобний Грін /The Reverend Green (зелений) — до американської версії 2002 мав ім'я Містер Грін (Mr. Green)
- Місіс Пікок/Mrs. Peacock (синій).
- Професор Плам/Professor Plum (фіолетовий)

## Зброя
Класичними варіантами зброї, якими скоїли вбивство, є:
- Свічник
- Ніж
- Свинцева труба (в деяких ранніх виданнях фішку цієї зброї робили зі справжнього свинцю, і тому був ризик отруєння свинцем)
- Револьвер
- Мотузка
- Гайковий ключ

Деякі видання гри могли мати трохи відмінний список зброї, наприклад гра 2008 року:
- Свічник
- Ніж
- Сокира
- Револьвер
- Мотузка
- Трофей
- Битка
- Гантель
- Отрута

## Кімнати

Кімнати

Ігрова дошка являє собою план особняка з дев'ятьма кімнатами. Центральна кімната Підвал гравцям не доступна, але містить конверт з підказками. З дев'яти кімнат дві мають секретні ходи, що ведуть до двох інших кімнат. Фігурки гравців розпочинають шлях з різних маркованих точок, колір яких відповідає кольору кожної фігурки.
|            |         |  |          |                  |           |  |   |  |
|            | †       |  |          | Танцювальна зала |           |  | ‡ |  |
| Кухня      | Тераса  |  |          | Танцювальна зала |           |  |   |  |
|            |         |  |          | Танцювальна зала |           |  |   |  |
|            |         |  |          |                  |           |  |   |  |
|            | Столова |  | «Підвал» |                  | Більярдна |  |   |  |
|            | Столова |  | «Підвал» |                  |           |  |   |  |
| Бібліотека | Столова |  | «Підвал» |                  |           |  |   |  |
|            |         |  |          |                  |           |  |   |  |
|            |         |  | Хол      |                  |           |  |   |  |
| Вітальня   | Кабінет |  |          |                  |           |  |   |  |
| ‡          | †       |  |          |                  |           |  |   |  |
|            |         |  |          |                  |           |  |   |  |

Знаки † ‡ позначають секретні проходи.

## Кіноадаптація
Серед кількох фільмів, знятих за мотивами гри, найвідомішими є «Убивство смертю», що вийшов 1976 року (від гри він взяв лише концепцію, самі персонажі були пародією на відомих кінодетективів), і «Доказ» 1985 (він в свою чергу є повною екранізацією гри та використовує не лише її сюжет, але й персонажів).
Про гру є також згадка в серіалі ВВС «Шерлок».